# いけながあいみ
いけなが あいみ（1987年4月24日 - ）は、日本のアイドル、タレント、女優、声優、画家、イラストレーター、実業家。東京都新宿区出身。中央大学経済学部国際経済学科卒業。愛称はエイミー。フリーで活動中。

## 略歴
旧芸名、池松あいみ（いけまつ あいみ）。大学生時代に制作会社でADをしており、オーディション案内の仕事をしていたが、ふとしたことから自分がオーディションを受ける側になり、合格して芸能界入りする。ソムリエプレミアオーディション2015で初代グランプリ（ミスプレミア）に選ばれる。
2016年9月10日より「あと3センチ」に加入。2019年12月1日をもって「あと3センチ」を解散。
2021年4月18日、新宿アルタ KeyStudioでの「黒咲もあ生誕&あと3センチ復活ライブ」で「あと3センチ」が一夜復活。
2023年4月1日、新宿アルタ Keystudioでの「もう会うのは最後だよ、集まれ愉快な仲間たち〜あと3センチ復活ライブ〜」で活動復帰。

## 人物
- TBSアナウンススクール卒業[9]。
- 愛猫家で家でも猫を複数飼っている[1]。（ペット介護士の資格を持っている[10]）。馬も好きで乗馬も得意である[1]。
- 趣味は絵を描く事[10]（個展開催歴あり[11]）、ゲーム[10]（得意はマリオカートなど[12]）。特技はヴァイオリン、ピアノ、トランペット[10]。
- 好きな食べ物はアイスクリーム、野菜、チョコ[1]。
- 高校時代はカナダに住んでいた[13]。
- 英検準1級、漢検2級、ペット介護士、ダイエット検定2級、ライフセイバー、ハーブコーディネーター、食品衛生責任者の資格を持っている[10]。
- 『ハピラジ！』の創設メンバーの一人であり、そのメンバーには弱虫ペダルで主役となっている山下大輝などがいる。
- 家庭菜園を趣味としており、様々な野菜やハーブを育てている[10]。
- 3サイズは「ONE PIECE」のナミとほぼ同じ[14]。B89cm、W59cm、H89cmで、バストとヒップの数字が同じでウエストが締まっていることから、自ら「8の字ボディー」と称している[3]。
- チョコレート会社「ヴィアンヌ」社長[13][15]。
- キャッチフレーズは「クレイジーパリジェンヌ」[16]。

## ユニット活動
| 年度        | ユニット名  | 他メンバー                         |
| ----------- | ----------- | ---------------------------------- |
| 2016年9月 - | あと3センチ | 和泉美沙希、潮田ひかる、蓬田結梨杏 |

## 出演

### テレビ
- 学生ヒーローズ（2011年、テレビ朝日）
- 韓国ドラマ「逃亡者」（2011年） - OL 役
- 造花の密（2011年、WOWOW）
- ぼいすた!（2011年、BS-TBS）
- アイドルの穴〜日テレジェニックを探せ!〜（2012年、日本テレビ）キャッチフレーズはマイペースなEカップ
- PRICELESS〜あるわけねぇだろ、んなもん!〜（2012年、フジテレビ） - OL 役
- 相棒 Season 12（2014年、テレビ朝日） - 北川絵里子 役
- ニッポンお騒がせ人物伝2（2015年、テレビ東京） - 光子 役
- 世にも奇妙な物語（2016年、フジテレビ）
- パチンコLAB 〜5th season〜 #11,#12（2016年、フジテレビONE） - ゲスト
- 結婚したら人生劇変!○○の妻たち（2016年、TBS） - 妻・靖子 役
- スリル!〜赤の章・黒の章〜（2017年、NHK）
- 豆腐プロレス（2017年、テレビ朝日） - 斎藤香月役、劇中雑誌「EPOCH bright」表紙で登場
- ノンストップ!（2017年、フジテレビ）
- MUSIC B.B.（2018年6月20日、TOKYO MX）- あと3センチとして
- 監獄のお姫さま（2018年、TBS）
- Niigata アレコレ娘（2019年、新潟テレビ21）[17]
- ニンゲン観察バラエティ モニタリング - 幸子役（2019年、TBS）

### 映画
- けさらんぱさらん（2010年8月） - 芽衣 役
- Paradise Kiss（2011年） - ファッションショーモデル 役
- ミスムーンライト（2017年2月26日、松本卓也監督） - ヨシエ 役[18]
- スリーシスターズ（2018年9月28日、イグロヒデアキ監督） - 小暮サラ 役

### 雑誌
太字表記は表紙
2012年
- STYLE WAGON（スタイルワゴン） 3月号（三栄書房）
- STYLE WAGON （スタイルワゴン）4月号（三栄書房）
- Slim Love Vol.3（マキノ出版）

2013年
- 声優グランプリ 9月号

### 舞台
太字表記は主演作品
- ストラルドブラグ（2010年、シアターサンモール）
- フィルハーモニー物語（2011年、萬劇場）
- ミュージカル誠　-とびだせ新選組-（2012年、俳優座劇場）
- ウェディングプランナー物語（2012年、萬劇場）
- 笑劇SUMMER!（2012年、シアターKASSAI）
- オアシスの旅人たち（2012年、TACCS1179）
- 流れる雲よ（2013年、笹塚ファクトリー）
- 髄〜zui〜（2014年、シアターグリーンBOX in BOX THEATER）
- 0120〜フリーダイアル〜（2014年、シアター　ブラッツ）
- 拳聖（2015年、シアターサンモール）
- ひまわり畑と提灯とアイツ（2015年、高田馬場　ラビネスト）
- まつさん（2015年、明石スタジオ）
- 世界中にメリークリスマス（2015年、シアターKASSAI）
- 星迎え物語（2018年、シアターサンモール）
- 漫才バンサイ（2018年、板橋文化会館）

### CM
- 日立電子サービス（2010年）
- インテル Core i5 「こわーいエレベーター編」（2011年）
- バスソルト ラロッサ（2011年）
- バンダイナムコ バナフェスタウン（2011年）
- 東京正直屋（2012年）
- 伊勢半 ヒロインメイク アイライナー（2015年）
- 花王 ビオレ さらさらUV（2015年）
- 新生銀行レイク（2015年）
- ミルボン シャンプー ジェミールフラン（2015年）
- 転職道.COM「ストーリーを届けて」（2015年）
- キリン AQUWISH（2015年）
- 東京都下水道局 トーキョーマンホールストーリー 「人知れず誰かのために編」（2016年）
- NTT西日本 まちのビジネス相談窓口」（2016年）
- 東京美容外科 「二重まぶた編」・「バストアップ編」（2017年）
- Tokyo Tokyo Promotion Movie 「Unstoppable Journey編」(2018年)

### ラジオ
- 池松あいみのなまたまっ!（2011年）
- 新井里美の千ぐらいの声を持つ女です!（2011年、バナフェス!ラジオ）
- 池松あいみのなまたまっ!プラス（2012年）
- 進藤尚美の華劇ラヂヲ（2012年）
- 池松あいみの華劇倶楽部（2012年）
- 明坂聡美のアケネーター!（2012年）
- 野島健児の華劇ラヂヲ（2012年）
- たまたまエイミーと何となく大輝と時々コクーボなハッピーRADIO!（2013年）
- たまたまエイミーと・・・なんだかなー!阿藤快のハッピーRADIO!（2013年）
- たまたまエイミーと何気なくソーマと時々コクーボなハッピーRADIO!（2013年）
- スマートKANKAN（2014年）
- いけながあいみと斉藤壮馬と別府なるみとコクーボのハピラジ!（2014年 - 2015年）
- クマ・トモ らじおのじかん（2014年8月8日 - 2015年5月26日）
- 田中圭一といけながあいみのはぁとふる売国奴（2014年12月 - ）
- 吉田メタルといけながあいみと天野ユウのハピラジ!（2015年4月 - 2016年1月）

### インターネットTV
- さがねソース（2014年）
- 斉藤壮馬&いけながあいみ&小松渚&天野ユウのハピラジ!ニコ生（2014年 - 2015年）
- いけながあいみと楠浩子のふりふりパニック（2016年7月 - 2019年）
- ○○だよ！みんなで集合！いけながあいみのハピラジ！2019年 - ）

### 声優
- ぼいすた!（2011年、BS-TBS） - ナレーション
- カムバック・マドンナ（2011年） - 記者 役 / アルムのファン 役
- マイスウィートソウル（2011年） - カップル・ATM 役
- 美の壺（2011年、NHK BSプレミアム） - 妻 役
- 映画「ストリートダンス」（2012年） - 店の女役 / バレリーナ役
- バーチャル劇団「華劇」（2012年） - 花袋 麻理役
- 朗読サイト「kikubon（キクボン）」（2014年 - ） - 朗読作品を発表中。一部は「Audible（オーディブル）」にも配信。
  - 風よ、万里を翔けよ（田中芳樹）※下山吉光と共同朗読
  - 銀河鉄道の夜（宮沢賢治）
  - 幸福の王子（オスカー・ワイルド）
  - 高瀬舟（森鴎外）
  - 偸盗（芥川龍之介）
  - 走れメロス（太宰治）
  - 光ちゃんからのラブレター（いけながあいみによる自作）
  - 星のダンスを見においで（笹本祐一）※下山吉光と共同朗読
  - 藪の中（芥川龍之介）
  - 檸檬（梶井基次郎）

### アプリ
2014年
- 池松あいみの目覚ましアプリ
- kikubon（キクボン）

### その他
- 2012年　東日本ボクシング新人王 イメージガール
- 2013年　全日本ボクシング新人王　イメージガール「ビーナス・オブ・リング」

### イベント
- TOKYO GRAVURE IDOL FESTIVAL 2017（2017年8月4日 – 6日、TOKYO IDOL FESTIVAL 2017　GRAND MARKET）[19]

## 作品

### イメージDVD
- 「遅咲きAmy満開Body」（2015年9月20日、：ラインコミュニケーションズ）
- 「だから好きになっちゃう。」（2017年11月24日、スパイスビジュアル）[20]

### 魔法女子☆セイレーンでの参加曲
- Magical ゆるふわ　tour/秒速マジック（2013年8月）
- コイノ♡マリョク/ドーナッツ女子会（2013年12月）
- Girly Party/Welcome 桜（2014年5月）

### 個展
- 2009年　初個展（新宿）
- 2012年　2回目〜猫展〜（市ヶ谷）

### グループ展
- 2016年　企画グループ展「猫の玉手箱展」（東日本橋）

### ラインスタンプ
- コスねこ　スタンプ by いけながあいみ